# دينيس بيرفوشين
دينيس بيرفوشين (بالروسية: Первушин, Денис Владимирович)‏ هو لاعب كرة قدم روسي في مركز الوسط، ولد في 18 يناير 1977 في موسكو في روسيا. لعب مع أمكار بيرم وسيسكا موسكو ونادي سلافيا-موزير.